# Drissa

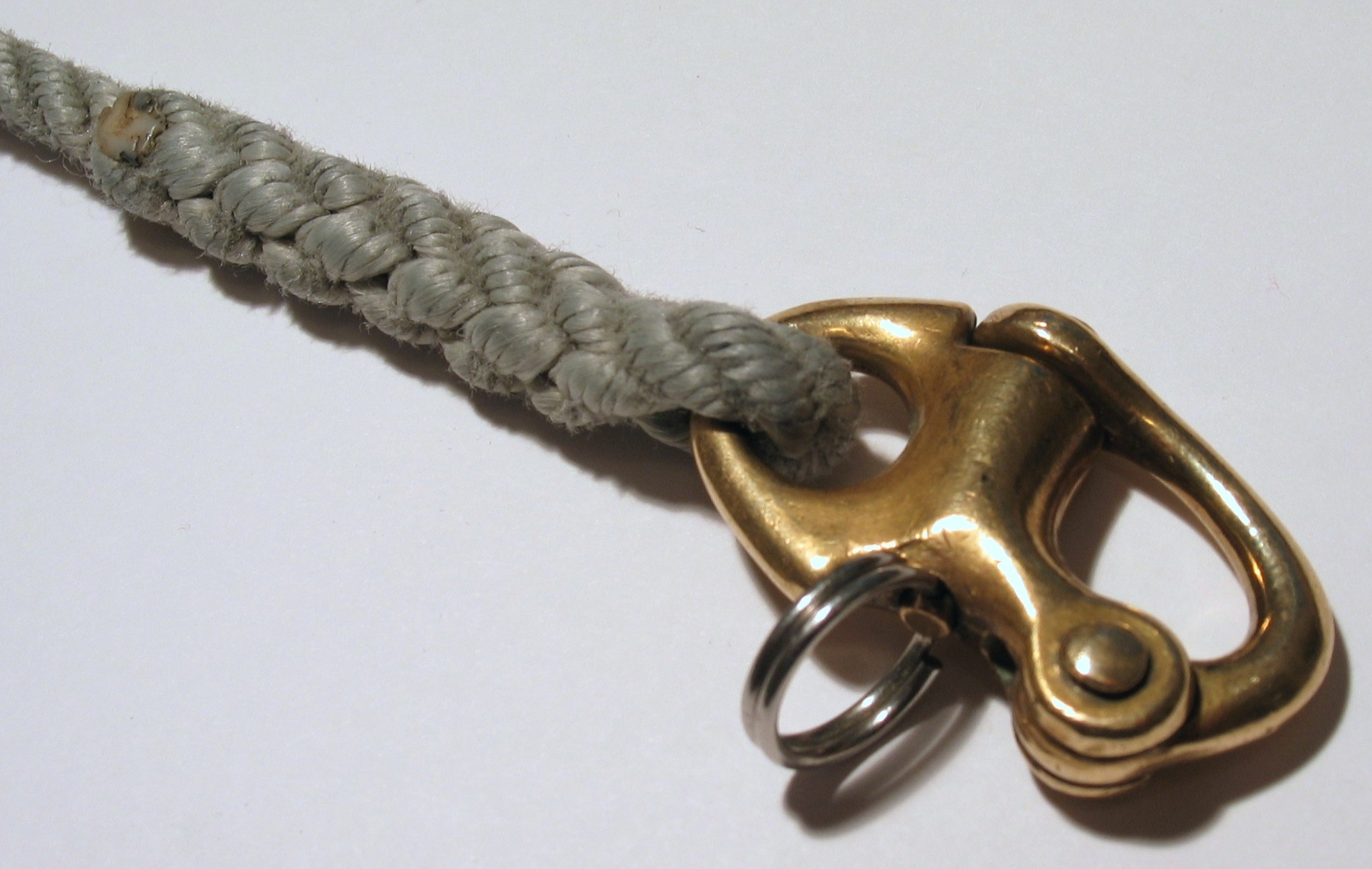
Drissa amb mosquetó

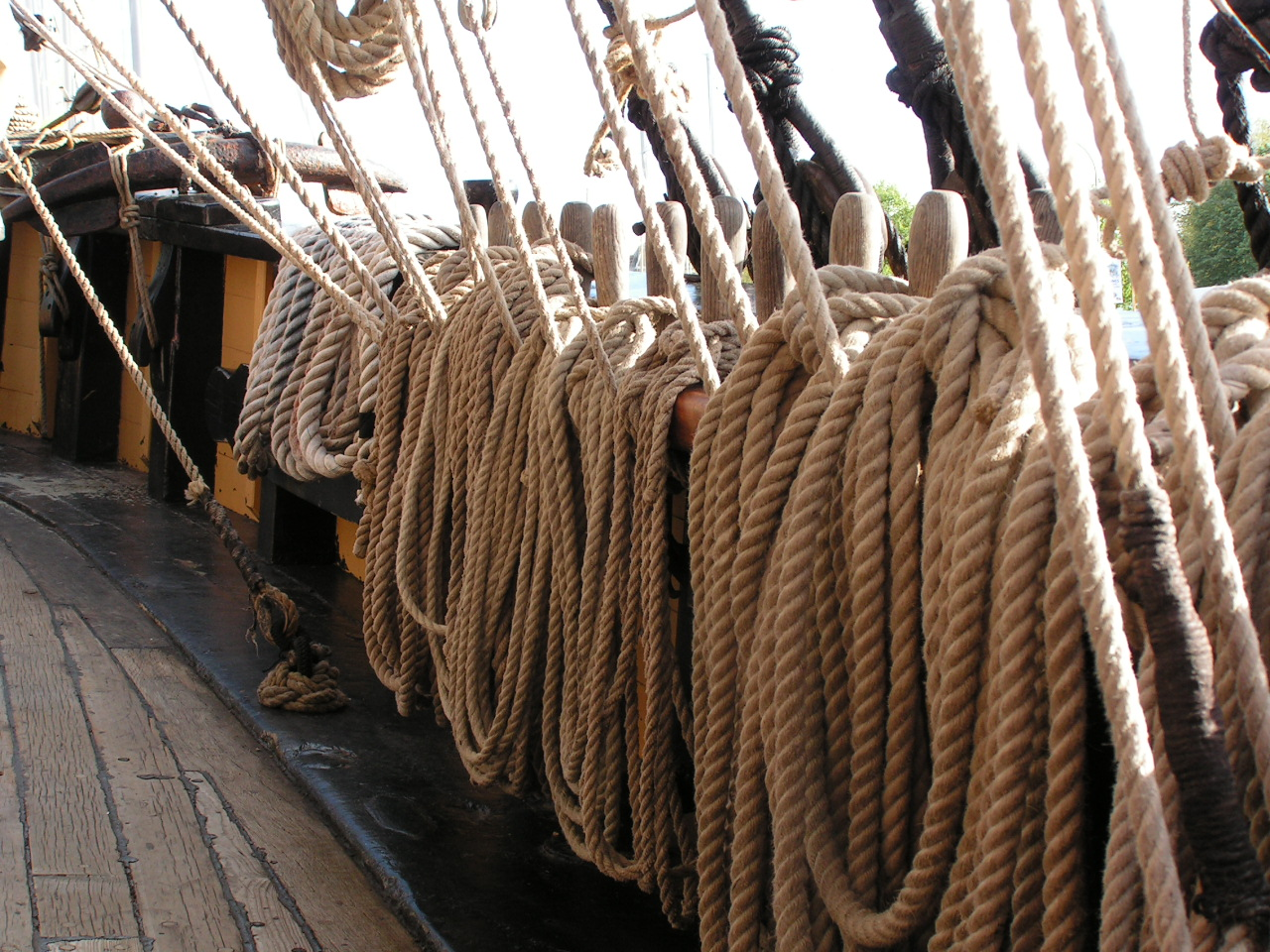
Drisses d'un vaixell càssic

La drissa és una corda amb què se suspenen o hissen les veles per disposar-les al vent, per impulsar el vaixell.
La drissa és senzilla o d'amantina o d'aparell i pren el nom de la vela a què correspon. En les veles cangrees es distingeixen la de la boca i la del bec. Les que passen pel bossell de la pena de les antenes de la major i la messana de vela llatina i del bec de les veles cangrees. Hi ha també drisses de bandera (sàgola) i de senyals que són les que van passades per les caixes de bossells a l'extrem dels pals de les banderes.

## Hissar i arriar

### Hissar
La maniobra d'hissar es realitza tibant d'un dels caps de la drissa i movent-lo (juntament amb la resta de la drissa) la distància que calgui. L'altre cap va fermat a una vela (al puny de pena en les veles de tall), a una bandera o a un altre element. La drissa passa, generalment, per una polija o a través d'altres elements de guia. Si no hi ha desmultiplicació cada pam que hom estira és un pam que es desplaça el cap unit a la vela.
En els velers petits hissar una vela suposa estirar cap avall mentre que la vela puja.

### Arriar
La maniobra d'arriar és la contrària a la d'hissar. Un cap de la drissa s'amolla i es deixa anar mentre que l'altre cap baixa.

## Guardar i subjectar una drissa
Quan l'element que hom vol hissar està arriat la drissa roman fixa i guardada de forma adequada. En el cas d'un pal de bandera o d'un Patí de Vela, amb una politja (o dues) a dalt del pal, la drissa penja a ambdues bandes del pal. Una lligada senzilla dels dos caps de la drissa amb una o dues voltes al voltant del pal és necessària i suficient.
- Alguns dels sorolls típics i familiars en ports i clubs nàutics[2][3] són provocats per la pràctica (desafortunada?) de drisses en repòs deixades amb tensió, fet que provoca la ressonància de la drissa (en certes condicions de vent) i el seu repicar contra el pal. Una drissa desada fluixa no provoca repicar de cap mena. (Vegeu Theodore von Kármán, que va descriure la desfilada de vórtex aigües avall d'un obstacle situat en un corrent).[4]

## Unió de la drissa amb la vela o bandera
Cal subjectar l'element que hom vol hissar al cap de la drissa corresponent. Això es pot fer amb un mosquetó, un grilló o una lligada. Un nus mal fet pot desfer-se durant la navegació i provocar un incident que pot ser greu o, si més no, força desagradable. Una vela hissada sense drissa perd la tensió en el gràtil i pot deixar-se anar. El cap de la drissa deslligat pot ser difícil de recuperar.

## Tensió del gràtil
Una vela de ganivet (per exemple una vela mestra bermudiana) necessita una certa tensió sobre el gràtil. Aquesta tensió es provoca mitjançant la drissa (que resisteix els esforços contraris) i una tensió sobre el puny d'amura (o ullet Cunningham).

### Sistemes de retenció
Moltes drisses de velers lleugers disposen d'una mordassa (o sistema equivalent) prop de la part alta del pal amb la finalitat que la part sota tensió de la drissa sigui mínima. Per exemple en un pal de set metres de llargària una drissa sense mordassa pot tenir uns 6 metres sota tensió. Amb la mordassa la part tensionada és inferior a un metre. Així, a igualtat d'allargament, la drissa amb mordassa s'allargarà menys.

### Característiques físiques
A diferència de les cordes d'escalada (que són molt elàstiques) les drisses convé que siguin molt poc elàstiques.

## Vela llatina

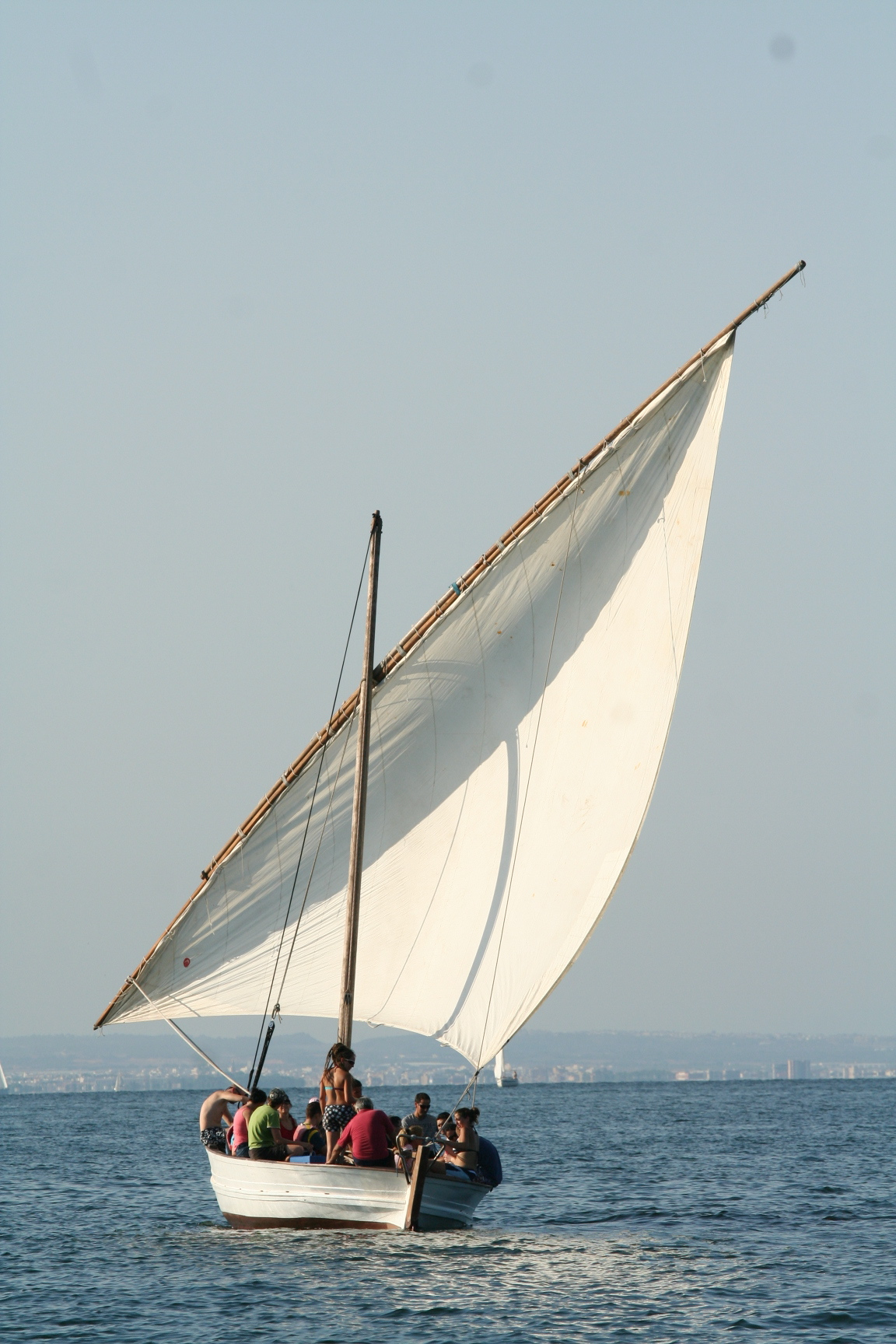
Barca de 42 pams navegant pel Mar Menor. L'antena està hissada.

La vela llatina és una vela triangular usada en les galeres medievals i les barques llevantines. El gràtil de la vela va lligat a l'antena. A diferència d'altres aparells en la vela llatina s'hissa l'antena (amb vela o sense). La corda emprada en la maniobra s'anomena drissa d'antena o drissa de trossa.
La drissa incorpora un sistema de desmultiplicació un dels caps del qual va lligat a l'enflonc (flonc) que passa per una politja a la part superior de l'arbre (pal). L'enflonc és una corda de mena més gruixuda que la drissa. L'altre cap de la drissa és el que serveix per a hissar i arriar accionat per la tripulació.
Altres peces del conjunt (trossa, estrob, anell, ...etc.) reben denominacions diferents segons l'àrea geogràfica.